# Nerwiak komórkowy ośrodkowy

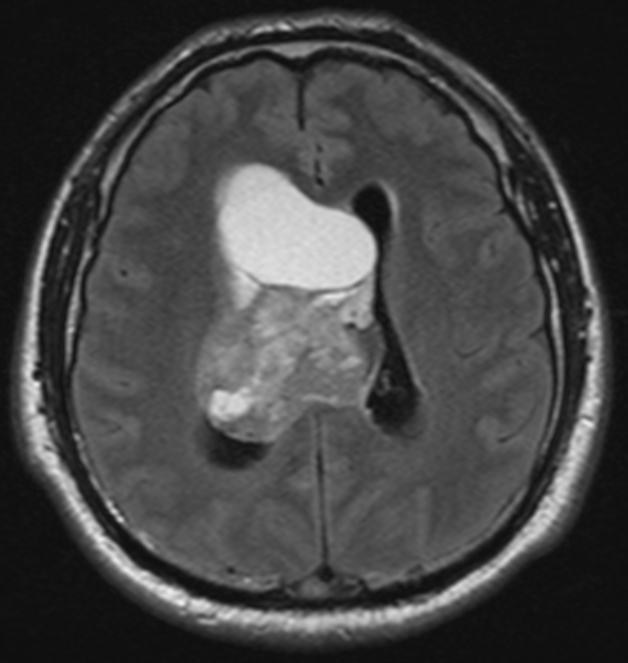
MRI w sekwencji FLAIR głowy 36-letniego mężczyzny uwidacznia lito-torbielowaty guz w prawej komorze bocznej, między przegrodą przezroczystą a ścianami komory. Lite części guza wykazują heterogenne wzmocnienie po podaniu kontrastu gadolinowego. Postawione wstępne rozpoznanie neurocytoma zostało potwierdzone histologicznie i immunohistochemicznie po resekcji nowotworu

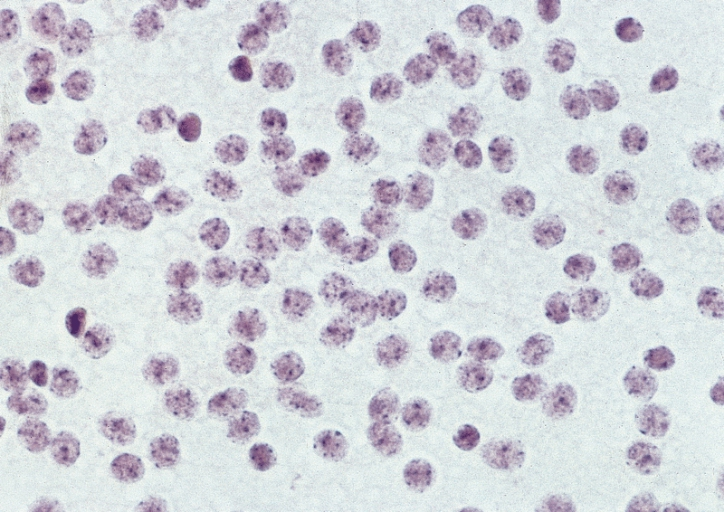
Obraz histologiczny nerwiaka komórkowego ośrodkowego, barwienie H-E

Nerwiak komórkowy ośrodkowy (ang. central neurocytoma) – rzadki, nowotworowy guz mózgu. Jest guzem o pośredniej złośliwości (II° według WHO). Został opisany w 1982 roku przez Hassouna i wsp. Występuje równie często u kobiet i mężczyzn, zwykle około 30. roku życia. Objawia się klinicznie wodogłowiem, często niesymetrycznym. Uszkodzenie miąższu mózgu wywołuje później objawy ogniskowe. Leczeniem z wyboru jest resekcja guza, o ile zmiana zostanie usunięta całkowicie, rokowanie jest bardzo dobre.

## Objawy i przebieg

### Profil immunohistochemiczny
Komórki guza wykazują zróżnicowanie neuronalne. Immunohistochemicznie stwierdza się ekspresję neuronospecyficznej enolazy (NSE), β-tubuliny klasy III, białek MAP2, białek S-100 oraz synaptofizyny.

## Rozpoznanie i różnicowanie
Rozpoznanie opiera się na stwierdzeniu charakterystycznych cech histologicznych: polimorfizmu utkania guza, niewielkiej ilości mitoz, braku atypii, ekspresji markerów neuronalnych potwierdzonej badaniem immunohistochemicznym i (lub) stwierdzeniem wykładników zróżnicowania neuronalnego na poziomie ultrastrukturalnym. Wysoki indeks mitotyczny i atypia sugerują raczej rozpoznanie nerwiaka zarodkowego, PNET lub nowotworu przerzutowego.

## Leczenie i rokowanie
Całkowita resekcja daje nadzieje na pełne wyleczenie. Jeżeli guz zostanie usunięty w całości w zasadzie nie jest potrzebna radioterapia uzupełniająca. Resekcje subtotalne można uzupełnić o radiochirurgię sterotaktyczną. Chemioterapia lekami alkilującymi (karmustyna, cyklofosfamid), cisplatyną, etopozydem, winkrystyną jest stosowana w sytuacji nieoperacyjnych lub nawracających guzów. Nawet po całkowitej resekcji pacjent powinien pozostawać pod okresowym nadzorem by szybko wykryć ewentualną wznowę. Ryzyko wznowy rośnie wraz z potencjałem guza do wzrostu wyrażonym indeksem Ki67 – przy >4% po resekcji subtotalnej, nawrót guza obserwowano u 50% chorych po 2 latach obserwacji i u 75% chorych po 4 latach obserwacji.